# Halszkaraptorinae
Halszkaraptorinae — базальна («примітивна») підродина Dromaeosauridae (або, можливо, Unenlagiidae), яка включає загадкові роди Halszkaraptor, Natovenator, Mahakala та Hulsanpes. Halszkaraptorines остаточно відомі лише з шарів пізньої крейди в Азії, зокрема в Монголії. Після нещодавнього відкриття Natovenator, члена підродини, вважається, що ця група веде напівводний спосіб життя.

## Історія відкриття
Перші відомі залишки Halszkaraptorinae були знайдені в відкладах пісковику в 1970 році під час польсько-монгольської експедиції в формації Barun Goyot, пустеля Гобі. Пізніше в 1982 році вони були описані польським палеонтологом Гальшкою Осмольською та використані як голотип для нового роду та виду Hulsanpes perlei на честь монгольського палеонтолога Альтангерела Перле. Хоча спорідненість цих скам'янілостей не була повністю зрозуміла, їх умовно інтерпретували як належні до дейноніхозаврів. У 1992 році скам'янілості, подібні до дромеозавридів, були знайдені в місцевості Тугрікен Шир формації Дядохта та описані як новий вид у 2007 році Аланом Тернером і командою. Цей новий таксон, Mahakala omnogovae, вважався примітивним дромеозавридом головним чином на основі його пропорцій тіла. У 2015 році Королівський бельгійський інститут природничих наук отримав невеликий скам’янілий зразок теропода з приватних колекцій Англії та Японії. Після переговорів між колишнім інститутом, Елдонією та монгольською владою зразок був повернутий до Інституту палеонтології та геології Монгольської академії наук. Згідно з пов’язаними документами зразка, він був незаконно видобутий із формації Дядохта (місцевість Ухаа Толгод; однак відкладення можуть свідчити про те, що, як альтернатива, його було знайдено в сусідньому місці Байн Дзак) невідомого року, зрештою потрапивши до приватних колекцій. У 2017 році цей екземпляр був офіційно описаний Андреа Кау з колегами, назвавши рід і вид Halszkaraptor escuilliei на честь Гальшки Осмольської та Франсуа Ескюйє, палеонтолога, завдяки якому стало можливим переговори про повернення браконьєрського зразка до Монголії. З назвою Halszkaraptor, підродина Halszkaraptorinae також була придумана, щоб містити цей таксон і родичів, а саме Hulsanpes і Mahakala.

## Опис

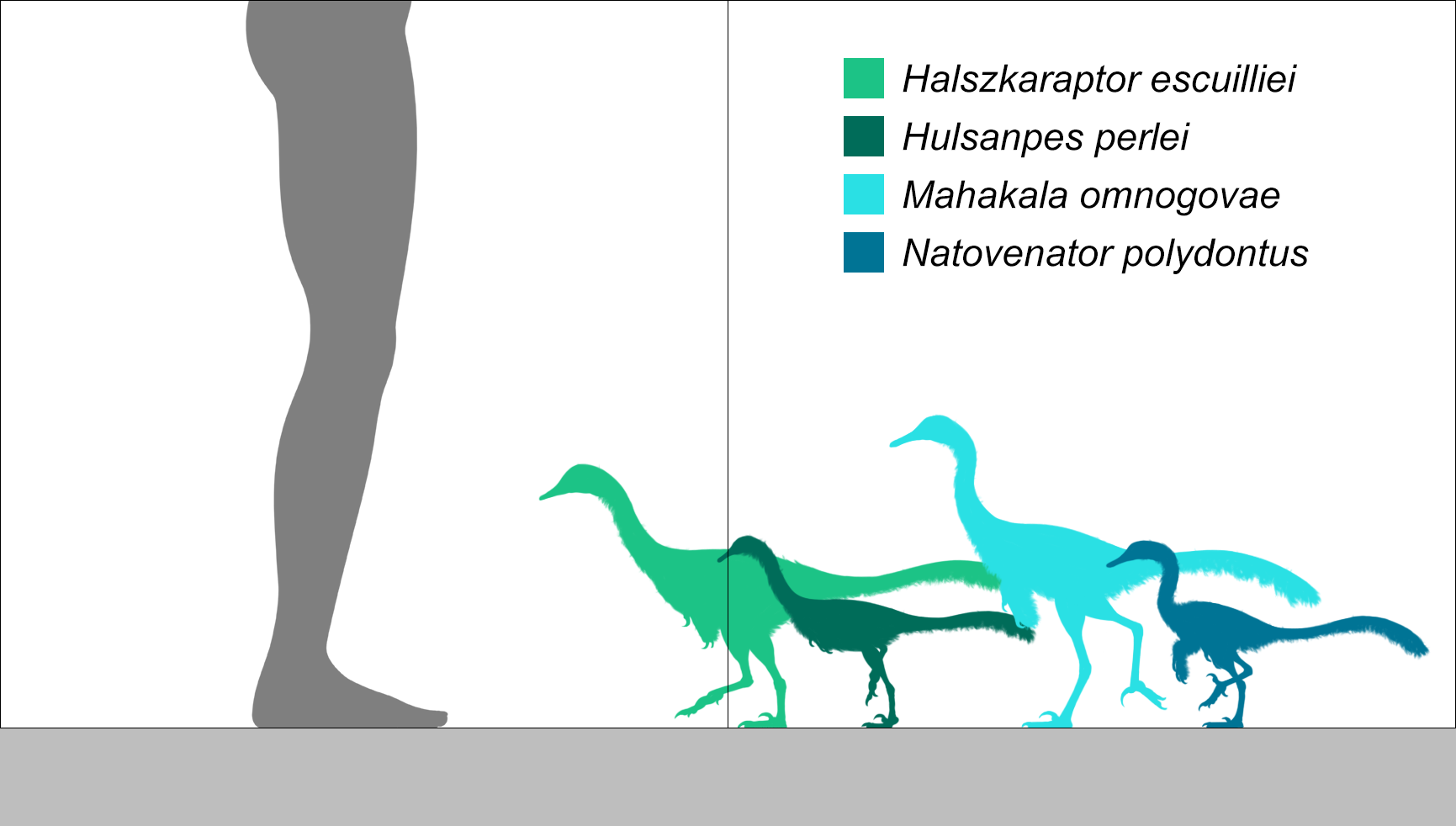
Розміри

Galszkaraptorines були відносно невеликими тероподами, що досягали довжини, подібної до сучасних качок. Їх діагностують за довгою шиєю, проксимальними хвостовими хребцями з орієнтованими суглобовими відростками (виступи хребця збігаються з сусіднім хребцем) і помітними суглобовами пластинками (пластинками кістки, які утворюють задні стінки кожного хребця), сплощеною ліктьовою кісткою з гострим задній край, клубова кістка з поличкоподібним надвертлюговим відростком (надвертлюгом стегнової кістки), III п’ясткова кістка поперечно такої ж товщини, як і II п’ясткова кістка, задньодистальна поверхня на діафізі стегнової кістки з подовженою ямкою, зв’язаною латеральним гребенем і проксимальна половина III плеснової кістки не звужена і помітно опукла спереду.

## Палеобіологія
У 2017 році порівняння скам’янілостей галскараптора з кістками сучасних крокодилів і водних птахів виявило докази напівводного способу життя. Кау та його колеги припустили, що Halszkaraptorinae були обов’язковими двоногими тваринами на суші, а також плавцями, які використовували передні кінцівки для проштовхування у воді та використовували свою довгу шию для пошуку їжі. Такі риси дозволили їм використовувати як наземні, так і водні палеоекосистеми.